# Rowobayem
Rowobayem is een bestuurslaag in het regentschap Purworejo van de provincie Midden-Java, Indonesië. Rowobayem telt 1606 inwoners (volkstelling 2010).